# Jacob van Wageningen Dzn.
Jacob van Wageningen Dzn. (Dordrecht, 1805-1881) was een telg van de familie van Wageningen, die veel betekend heeft voor de economie van Dordrecht. Jacob van Wageningen Dzn. breidde de activiteiten nog verder uit. Hij trouwde met Cornelie Agathe van Wageningen (1801-1871), zijn nicht. Hij was lid van de Waalse kerk. Hij maakte en beschreef een reis om de wereld. Na deze reis werd hij reder, ondernemer, raadslid , wethouder (1853-1865) en vrijmetselaar.

## Familie van Wageningen
- Grootvader: dr. Jacob van Wageningen (1729-1791).
- Kinderen van grootvader: onder meer Otto Johannes (1758-1814), Jacob jr. (1772-1837), Dirk (1773-1821) en Anne Cornelis (1775-1844).
- Van de kleinkinderen van de grootvader: o.m. Jacob ven Wageningen Dzn. (zoon van Dirk) en Florent van Wageningen (1806-1864), zoon van Jacob van Wageningen jr.

De laatstgenoemde neven werden vroeg wees. Zij hadden veel gemeen en werkten veel samen.

## Reis om de wereld

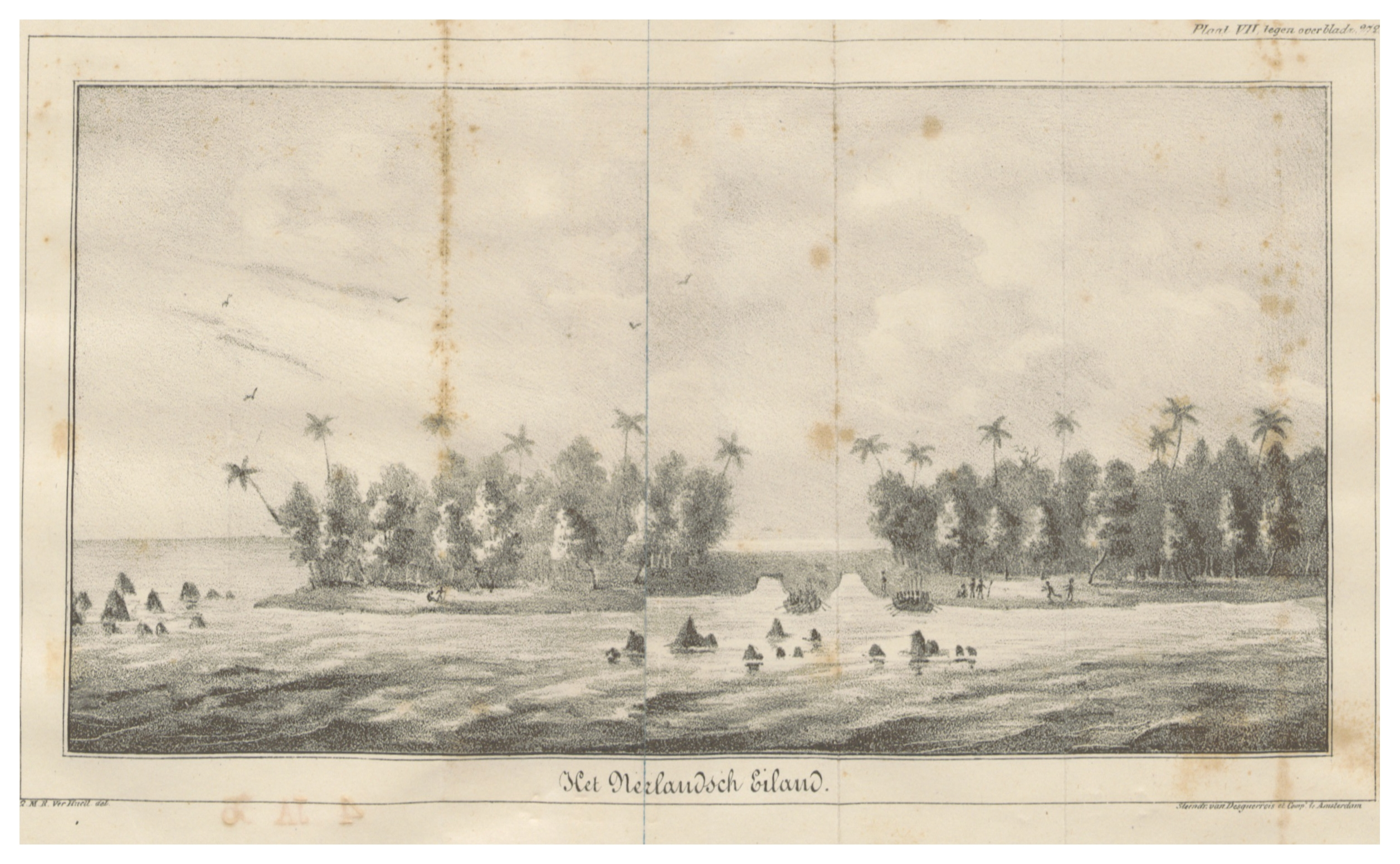
Ontdekking van 'het Nederlandsch Eiland'

Omdat Jacob van Wageningen Dzn. vroeg wees was geworden, stuurden zijn voogden hem naar de marine.

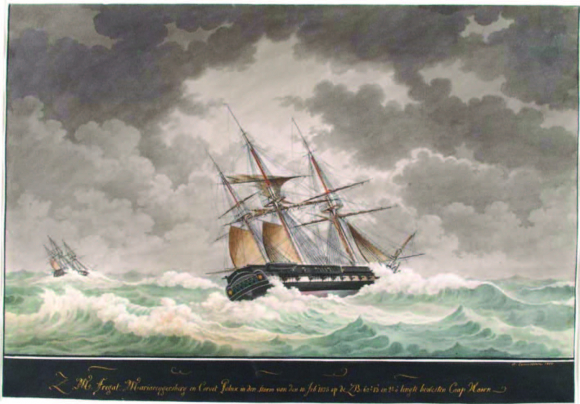
Het fregat Maria Reigersbergen en corvette Pollux in stormachtig weer ten westen van Kaap Hoorn op 10 februari 1825, Nicolas Cammillieri

Op 23 augustus 1824 vertrok het fregat ‘Zr. Ms. Maria Reigersbergen’ voor een reis om de wereld, die in een recordtijd van 375 dagen werd afgelegd. Tot Oost-Indië werd het fregat begeleid door de korvet ‘Pollux’ met aan boord de negentienjarige adelborst Jacob van Wageningen Dzn. Hij beschreef zijn reis in: “Verhaal eener reis om Kaap Hoorn naar de Oost Indien in de jaren 1824-1827”.
Beide schepen voeren via Tenerife, de kust van Afrika, Guinee, Buenos Aires en rondom Kaap Hoorn naar Valparaiso. De schepen ontdekten een atol en gaven het de naam ‘Nederlandsch Eiland’ (nu: Nui, eilandenstaat Tuvalu). Daarna ging de reis naar Java. Op de terugweg voerde de tocht langs Mauritius en St. Helena.

## Ontstaan handelsonderneming
Oprichter van de handelsactiviteiten was zijn grootvader dr. Jacob van Wageningen (1729-1791). Deze medicus werd handelaar in snuiftabak, omdat aan snuiftabak genezende werking werd toegedacht. Daartoe richtte hij tussen 1750 en 1760 een onderneming op. Hij kreeg veertien kinderen, waaronder Dirk en Jacob jr. De onderneming breidde zich uit naar de ijzer- en staalhandel. Dirk ging samen met Jacob jr. (1772-1837) en hun oom Anne Cornelis van Wageningen (1775-1844) verder in de ijzerhandel onder de firmanaam Jakob van Wageningen.

## Rederij
Door zijn ervaringen bij de marine, was de belangstelling voor de zeevaart gewekt. In de 19e eeuw nam de aandacht voor de koloniale handel toe onder invloed van koning Willem I. Jacob van Wageningen Dzn. richtte met zijn neef Florent daarom in 1840 een rederij op, die tot 1867 zou blijven bestaan. De schepen waren:
- ‘Atalante’ (bark, 1841, slechts één reis, gezonken in 1842, kapitein Paulus van Wageningen, zoon van Anne Cornelis, op de terugweg uit Java vermist op de Atlantische Oceaan).
- ‘Kleinkinderen’ (hoeker, 1844, varend op Europese bestemmingen, veertig reizen, verkocht in 1858).
- ‘Anna Maria’ ([kofschip], 1846, drie reizen, varend op Europese bestemmingen, vergaan in 1849, enkele slachtoffers).
- ‘Sphinx’ (bark, 1846, vijf reizen, varend op [Indië] en Amerika, verkocht in 1855).
- ‘Adriana’ (kofschip, 1847, 27 reizen, varend op Europese bestemmingen, verkocht in 1856).
- ‘Anna’ (bark, 1847, zes reizen, varend op Indië, verkocht in 1856).
- ‘Euterpe’ (bark, 1852, negen reizen, varend op de Oost, verkocht in 1864).
- ‘Maria Jacoba’ (bark, 1853, drie reizen, varend op de Oost, vergaan in het [Nauw van Calais],alle opvarenden gered).
- ‘Eersteling’ (bark, 1854, acht reizen, varend op de Oost, verkocht in 1867).
- ‘Jhr. Mr. van de Wall van Puttershoek’ (1856, acht reizen op de Oost en Australië met passagiers en vracht, in 1867 op één opvarende na met man en muis vergaan bij de Lizard).

## Vrijmetselaars
Jacob van Wageningen Dzn. en zijn neef Florent waren lid van de Dordtse loge La Flamboyante. De eerstgenoemde was aalmoezenier, en als zodanig betrokken bij armen- en ziekenzorg. In de loge waren reders, kapiteins en scheepsbouwers dominant, en opdrachten werden elkaar toegespeeld. Zo werden schepen van de reders gebouwd bij de scheepswerf van Jan Schouten, de voorzittend meester.

## Drie ondernemingen van de familie
Naast de rederij was Jacob van Wageningen Dzn. actief in andere ondernemingen. In 1840 worden in een notariële akte de volgende firma’s van Anne Cornelis (zoon van Dr. Jacob van Wageningen), Florent (zoon van Jacob van Wageningen jr.) en Jacob van Wageningen Dzn.genoemd:
- Fa. Jakob van Wageningen: zoutziederij, tabaksfabriek, handel in stafijzer, vensterglas, smederij.
- Fa. J. van Wageningen en Zn.: commissionairs in metalen en expeditie.
- Fa. A.C. van Wageningen: kleinhandel tabak, snuif en zout.

De zoutziederij vond plaats in een loods (zoutkeet) in Zwijndrecht. In de 19e eeuw werd met eigen schepen klipzout aangevoerd uit Engeland, opgelost in water en vervolgens in pannen gekookt (=zieden), waar na verdamping het zout overbleef. In Dordrecht had men grote bezwaren tegen deze vervuilende industrie en men week daarom naar Zwijndrecht uit.
De glashandel van Jacob van Wageningen jr. werd door Jacob van Wageningen Dzn. verkocht in 1872 aan Koninklijke Nederlandsche Glasfabriek J.J.B.J. Bouvy om zich te kunnen concentreren op de opkomende ijzerhandel.

## Politiek in opspraak
Er moest een nieuwe kade in Dordrecht komen. Jacob van Wageningen Dzn. was in die dagen wethouder van openbare werken, maar ook firmant van de firma Jakob van Wageningen die het ijzer leverde. Het ijzer bleek van inferieure kwaliteit, zodat de oplevering van de kade uitgesteld moest worden. Door deze kwestie nam hij gedwongen ontslag als wethouder. Er werd een justitieel onderzoek ingesteld. Hij werd schuldig bevonden aan ambtsmisbruik en veroordeeld tot drie maanden gevangenisstraf. Bij cassatie in 1865 werd hij vrijgesproken. Wel leverde de kwestie reputatieschade op voor hem en de firma.

## Fusie, verval en beëindiging handelsonderneming
In 1854 werden alle bedrijven onder één naam gebracht: Fa. Jakob van Wageningen. In de loop van de tijd bleven in feite alleen ijzer en staal over. Concurrentie van binnen en buiten de familie, verkeerde firmanten en zware economische tijden brachten de firma meermalen in gevaar. In 1946 werd de firma omgezet in een nv. Die richtte zich vooral op ijzerwaren, opslag en expeditie.
In 1968 nam Oving NV (IJzer- en Staalhandel) Jakob van Wageningen NV over en verliet de laatste van Wageningen het bedrijf.